# Beest (Disney)
Het Beest is het populaire Disneyfiguur uit de tekenfilm Belle en het Beest dat bevriend raakt met Belle; uiteindelijk trouwen ze. De énige die hiervoor een stokje tracht te steken is Gaston, die heimelijk verliefd is op Belle.
Het Beest werd een beest toen hij op een koude winternacht als prins niet onderdak wilde bieden aan een oude vrouw in ruil voor een roos. Toen hij na 3 keer weigerde smolt de lelijke oude vrouw weg om plaats te maken voor een beelschone tovenares. "Als straf" betoverde ze de prins om in een beest en sprak ook een vloek uit over het kasteel en alle bewoners van het kasteel, waaronder Pendule, Lumière, Plumeau en Barstje.